# (3174) Alcock
Alcock és l'asteroide número 3174. Va ser descobert per l'astrònom E. Bowell, des de l'observatori de Flagstaff (Arizona, Estats Units), el 26 d'octubre de 1984. La seva designació provisional n'era 1984 UV.